# Solari.com
Solari.com srl è stata un'azienda italiana di elettrodomestici ed elettronica con sede a Lacchiarella (MI) controllata al 51% da Paolo Berlusconi e dalla figlia Alessia attraverso la società finanziaria Pbf srl (Paolo Berlusconi Financing).

## Storia
Solari.com distribuiva attraverso un proprio marchio, la Amstrad Italia, TV e svariati elettrodomestici e apparecchi elettronici marchiati Amstrad di cui ha anche commercializzato i decoder DVB-T per il digitale terrestre di tipo Mhp. Proprio per la commercializzazione dei suddetti apparati di ricezione del segnale digitale, durante il governo Berlusconi, si manifestò la questione della televisione digitale terrestre in Italia, visto che era stata evidenziata la possibilità di favoreggiamento della Solari.com attraverso gli incentivi statali elargiti dalla "Legge Gasparri", considerando che l'azienda aveva una penetrazione nel mercato dei decoder non indifferente.
Nel 2006 Solari.com aveva acquisito il marchio Garelli (motocicli) e commercializzava 3 moto-scooter (Ciclone, Vip e Capri) tutti prodotti in Cina a Jiangmen dalla Baotian Motorcycle Company.
Nel 2007 l'azienda è stata messa in liquidazione